# Escuela Superior Tepeji del Río
La Escuela Superior Tepeji del Río (ESTR) es una institución de educación media superior y superior, dependiente de la Universidad Autónoma del Estado de Hidalgo. Ubicada en el municipio de Tepeji del Río de Ocampo, en el estado de Hidalgo, México.

## Historia
El 21 de junio de 2002, iniciaron los trabajos de construcción, con la presencia del rector de la UAEH, Juan Manuel Camacho Bertrán, el gobernador de Hidalgo, Manuel Ángel Núñez Soto, y la Presidenta Municipal de Tepeji del Río, Araceli Velázquez Ramírez. La Escuela Superior Tepeji inició actividades el 30 de septiembre del 2002, recibiendo en sus aulas a un total de 100 alumnos en el bachillerato, 50 alumnos en la Licenciatura en Administración y 40 en Ingeniería Industrial. En julio de 2005 egresó la primera generación del Bachillerato.

## Oferta educativa
La oferta educativa de la Escuela Superior Tepeji del Río es:
- Nivel medio superior
  - Bachillerato general
- Nivel superior
  - Ingeniería Industrial
  - Licenciatura en Administración
  - Licenciatura en Médico cirujano

## Directores
- Rubén Lecona Hernández (2010-2017)[8]
- Noemí Zitle Rivas (2017-2018)
- Martín Ortiz Granillo (2018-actual)

## Campus
Las instalaciones se ubican a un costado de la Unidad Deportiva en Tepeji del Río, tiene una extensión de 40 362.67 m². Cuenta con cuatro edificios. El edificio de Bachillerato cuenta con 11 salones exclusivos para los alumnos que pertenecen al académico de Bachillerato, además, en este edificio se encuentra la sala audiovisual. El Edificio de Lic. En Administración/Lic. Médico Cirujano, cuenta con 12 salones. El Edificio de Ingeniería Industrial donde se encuentran 9 salones, de igual manera se encuentra el CEMATEC y el laboratorio de Química. En el edificio administrativo se encuentran las oficinas de: Dirección, Secretaría Académica, Subdirección, Coordinación de Lic. en Administración, Coordinación de Bachillerato, Sala de Juntas, Laboratorio de Física y Laboratorio de Medicina. También cuenta con subestación eléctrica, área de cafetería, biblioteca, centro de autoacceso, y centros de Cómputo.